# Naima Mora
Naima Mora, née le 1er mars 1984 à Détroit (Michigan), est une mannequin américaine. Elle est la gagnante de la quatrième saison de l'émission télévisée Top Model USA.

## Biographie
Naima Mora est la fille de Francisco Mora Catlett, un percussionniste jazz d'origine Afro-Mexicaine. La mère de Naima est d'origine Irlandaise et Afro-Américaine. Ses parents lui ont donné le prénom Naima en l'honneur du morceau de John Coltrane, Naima. Mora a 5 sœurs, incluant sa jumelle, Nia, qui est photographe. Sa grande sœur, Ife, est vocaliste dans le groupe trip-hop/experimental rock Livemas.
Naima a grandi tout près de West McNichols  et de Schaefer, du côté nord-ouest de Détroit. Ayant fréquenté l'école primaire Bates Academy, elle fut diplômée de la Cass Technical High School à Détroit, en 2002. Étant une danseuse de ballet déterminée, Mora a fréquenté l'école Ballet Renaissance (à Détroit), et fut acceptée dans le camp d'été du American Ballet Theatre's Detroit.
Elle a déjà travaillé comme serveuse dans un café avant de quitter Détroit pour aller à New York afin de tenter sa chance à l'école Dance Theatre of Harlem. Elle est végétarienne.

## Top Model USA
Elle remporte le concours lors de la 4e saison de Top Model USA : un contrat de 100 000$ avec CoverGirl, un contrat avec l'agence de mannequinat Ford Models ainsi qu'une double-page dans le magazine Elle.
Elle fait quelques apparitions dans les saisons 5 et 6. 

## Carrière
Naima Mora apparaît à la télévision dans le premier épisode de la seconde saison de Veronica Mars en tant que professeure de journalisme, et dans une publicité de CoverGirl avec Yoanna House.
Naima Mora et Ann Markley (qui termine quatrième lors de la troisième saison de Top Model USA) remettent des prix lors des Emmy Awards de 2005. La même année, elle est juge au concours Miss Teen USA.
Elle a posé pour Split Clothing, CoverGirl et pour les magazines Elle, Fuego, US Weekly, Radaar, IN Touch, Star, U&U, Uzuri ainsi que Teen People. Elle a défilé lors des défilés de Christopher Deane, Ghanari Strok, Carlos Miele et également pour la Fashion Week de New York. Elle a posé avec ses sœurs deux fois : avec Ife, pour iTunes et avec sa jumelle, Nia, pour la collection de lingerie de Camille McDonald, Lingerwear.
En 2006, elle figurait dans le vidéoclip "Wolf Like Me" du groupe TV on the Radio. Deux ans plus tard, elle fit la couverture du magazine Vicious. Elle signa avec les agences 301 Model Management à Miami et Basic Model Management à New York. Elle défila lors de la finale de l'émission de télévision Project Runaway, pour le designer Joe Farris.
Naima Mora fut vocaliste pour le groupe indépendant Chewing Pics. Leur EP, Tarantula, est sorti le 10 mars 2008. En 2009, le groupe s'est séparé.